# Kortina (društvo)
Društvo Kortina je bilo ustanovljeno 14.02.1989 na pobudo slovenskih udeležencev Festivala IDRIART, ki ga je pred tem vsako leto na Bledu organiziral violinist Miha Pogačnik. Osnovni cilj društva je bila popularizacija waldorfske pedagogike, biodinamičnega kmetijstva, zdravilne pedagogike, antropozofske medicine ter drugih ved, ki so se razvile na principih antropozofije. Med pobudniki in ustanovitelji so bili Jože J. Primožič, ki je bil izvoljen za prvega predsednika društva, Vali Tretnjak, Vinko Zalar, Tatjana Pahor, Jelena Vidmar, Vera Klemenčič, Samo Simčič, Majda Ostan, Staša Vidmar, Saša Gabrovec, Marja Strojin, Janko Dolinšek, Meta Vrhunc in Alojz Klavčič. Od ustanovitve pa do konca leta 2003, ko je društvo prenehalo z delovanjem, se je vanj včlanilo 470 članov.

Društvo je leta 1990 začelo s seminarji waldorfske pedagogike. Najprej za waldorfske učitelje in vzgojitelje v osnovnih šolah, kasneje pa še za waldorfske učitelje v sredsnjih šolah. Skupno število udeležencev, iz katerih so se kasneje kadrovali učitelji Waldorfske šole v Ljubljani, je bilo preko 150.

Od leta 1994 pa do leta 2003 je društvo izvajalo Program stalnega strokovnega spopolnjevanja delavcev v vgoji in izobraževanju po pogodbi z Ministrstvom za šolstvo in šport.Teh izobraževanj se je udeležilo preko 230 učiteljev in učiteljic rednih osnovnih šol.

Društvo je organiziralo tudi na stotine predavanj in seminarjev s področja antropozofije, waldorfske pedagogike, zdravilne pedagogike, evritmije, biodinamičnega kmetijstva in antropozofske medicine.

Leta 1991 je vodenje društva prevzela Branka Ukmar Strmole, ki je kasneje postala prva ravnateljica Waldorfske šole v Ljubljani.

Ker so iz Društva KORTINA izšle nove organizacijske oblike, kot so za Waldorfsko pedagogiko Zavod za razvoj waldorfskih šol in vrtcev v Sloveniji, za biodinamično kmetijstvo Društvo Ajda ter evritmijsko društvo Lepa Vida, je društvo leta 2003 prenehalo s svojim delovanjem.